# تری گو
تری گو، (به چینی: 郭台銘) (زاده ۸ اکتبر ۱۹۵۰) کارآفرین، صنعت‌گر و مدیر ارشد اجرایی تایوانی است، که در سال ۱۹۷۴ شرکت فاکس‌کان را تأسیس نمود.
وی در حال حاضر به‌عنوان رئیس هیئت مدیره فاکس‌کان فعالیت می‌کند. تری گو در ماه ژوئن ۲۰۱۴ با دارایی ۶٫۵ میلیارد دلار،
از سوی مجله فوربز، به عنوان چهارمین فرد ثروتمند تایوان شناخته شد.
وضعیت کارگران در شرکت وی اسفبار توصیف شده‌است و مورد انتقاد قرار گرفته‌است. موارد متعدد خودکشی ناشی از شرایط سخت کاری و فریب کارگران گزارش شده‌است.
وی در سال ۲۰۱۲ کارگران خودش را با حیوان مقایسه کرده و از مدیر یک باغ وحش در تایوان خواست برای مدیران کارخانه سخنرانی کند.